# Atelopus siranus
Espèce
Statut de conservation UICN

 DD  : Données insuffisantes
Atelopus siranus est une espèce d'amphibiens de la famille des Bufonidae.

## Répartition
Cette espèce est endémique de la province de Puerto Inca dans la région de Huánuco au Pérou. Elle se rencontre  dans le bassin supérieur de l'Amazone vers 2 400 m d'altitude dans la Serranía de Sira.

## Étymologie
Son nom d'espèce lui a été donné en référence au lieu de sa découverte, la Serranía de Sira.

## Publication originale
- Lötters & Henzl, 2000 : A new species of Atelopus (Anura: Bufonidae) from the Serrania de Sira, Amazonian Peru. Journal of Herpetology, vol. 34, p. 169-173.